# Rzecznik odpowiedzialności zawodowej lekarzy weterynarii
Rzecznik odpowiedzialności zawodowej lekarzy weterynarii – organ Krajowej Izby Lekarsko-Weterynaryjnej bądź okręgowej izby lekarsko-weterynaryjnej prowadzący postępowanie w sprawach odpowiedzialności zawodowej  weterynarii zgodnie z Ustawą z dn. 21 grudnia 1990 r. o zawodzie lekarza weterynarii i izbach lekarsko-weterynaryjnych.
Podstawowym zbiorem przepisów regulujących zasady etyki  lekarsko-weterynaryjnej jest Kodeks Etyki Lekarza Weterynarii oraz wszystkie ustawy i rozporządzenia regulujące wykonywanie zawodu lekarza weterynarii. Podstawowym zbiorem przepisów wykonawczych obowiązującym w postępowaniu rzecznika i przed sądem lekarsko-weterynaryjnym jest kodeks postępowania karnego.